# Tabuleiro (gemeente)
Tabuleiro is een gemeente in de Braziliaanse deelstaat Minas Gerais. De gemeente telt 4.068 inwoners (schatting 2009).

## Aangrenzende gemeenten
De gemeente grenst aan Aracitaba, Guarani, Mercês, Piau, Rio Novo, Rio Pomba en Santos Dumont.